# مغني المحتاج
مغني المحتاج إلى معرفة معاني ألفاظ المنهاج كتاب في الفقه للشيخ شمس الدين محمد بن الخطيب الشربيني (ت 977هـ) شرح فيه كتاب منهاج الطالبين للإمام النووي (ت 676هـ). وهو من أهم كتب الشافعية وأشهرها، وأكثرها تناولاً عند طلاب الفقه على اختلاف مذاهبهم؛ فهو كتاب جامع لأحكام العبادات والمعاملات، متميز بدقة العبارة، وسلاسة الأسلوب، وحسن الترتيب.

## سبب تصنيف الكتاب
قال الخطيب الشربيني في مقدمة الكتاب:

اسْتَخَرْت اللَّهَ فِي حَضْرَتِهِ، بَعْدَ أَنْ صَلَّيْتُ رَكْعَتَيْنِ فِي رَوْضَتِهِ، وَسَأَلْتُهُ أَنْ يُيَسِّرَ لِي أَمْرِي، فَشَرَحَ اللَّهُ - سُبْحَانَهُ وَتَعَالَى - لِذَلِكَ صَدْرِي. فَلَمَّا رَجَعْتُ مِنْ سَفَرِي، وَاسْتَمَرَّ ذَلِكَ الِانْشِرَاحُ مَعِي، شَرَعْتُ فِي شَرْحٍ يُوَضِّحُ مِنْ مَعَانِي مَبَانِي مِنْهَاجِ الْإِمَامِ النَّوَوِيِّ مَا خَفَا، وَيُفْصِحُ عَنْ مَفْهُومِ مَنْطُوقِهِ بِأَلْفَاظٍ تُذْهِبُ عَنْ الْفَهْمِ جَفَاءً، وَتُبْرِزُ الْمَكْنُونَ مِنْ جَوَاهِرِهِ، وَتُظْهِرُ الْمُضْمَرَ فِي سَرَائِرِهِ، خَالٍ عَنْ الْحَشْوِ وَالتَّطْوِيلِ، حَاوٍ لِلدَّلِيلِ وَالتَّعْلِيلِ، مُبَيِّنٌ لِمَا عَلَيْهِ الْمُعَوَّلُ مِنْ كَلَامِ الْمُتَأَخِّرِينَ وَالْأَصْحَابِ، عُمْدَةٌ لِلْمُفْتِي وَغَيْرِهِ مِمَّنْ يَتَحَرَّى الصَّوَابَ، مُهَذَّبُ الْفُصُولِ، مُحَقَّقُ الْفُرُوعِ وَالْأُصُولِ، مُتَوَسِّطُ الْحَجْمِ، وَخَيْرُ الْأُمُورِ أَوْسَاطُهَا، لَا تَفْرِيطُهَا وَلَا إفْرَاطُهَا.

## وصلات خارجية
- يوتيوب: شرح منهاج الطالبين للعلامة محمد حسن هيتو.